# Trametes suaveolens
Trametes suaveolens (Carl von Linné, 1753 ex Elias Magnus Fries, 1838) din încrengătura Basidiomycota în familia Polyporaceae și de genul Trametes, denumită în popor burete de răchită, iască de salcie, sălcar sau văcălie de salcie, este o specie comună necomestibilă, saprofagă, ce descompune lemnul pe cioate, trunchiuri căzute aflate în putrefacție și parazitară, ce atacă inima lemnului, producând putregaiul alb. Ciupercile se dezvoltă în România, Basarabia și Bucovina de Nord în grupuri de mai multe exemplare, imbricate sau suprapuse, foarte rar doar solitar, pe lemn de foioase din de exemplu zăvoaie, îndeosebi pe cel de salcie (preferând răchita), dar de asemenea pe mălin, plop sau ulm. Rareori cresc pe bușteni de pin. Pot fi găsite de la câmpie la munte în aproape orice anotimp al anului. Trăiește doar câte un sezon.

## Taxonomie
Numele binomial a fost determinat drept Boletus suaveolens de renumitul savant suedez Carl von Linné în volumul 2 al operei sale Species Plantarum din 1753. Apoi, compatriotul lui, Elias Magnus Fries, a transferat specia mai întâi la genul Polyporus, de verificat în volumul 1 al trilogiei sale Systema Mycologicum din anul 1821,, iar mai târziu, în 1838, tot Fries l-a transferat la genul Trametes în lucrarea sa Epicrisis Systematis Mycologici seu Synopsis Hymenomycetum. În ambele cazuri, epitetul a fost păstrat. Denumirea este valabilă până în prezent (2020).
Soiul a mai fost descris deseori sub alte nume generice, taxoni acceptați sinonim care însă nu sunt folosiți și astfel neglijabili.
Numele generic se trage din cuvântul (latină trames=curs, cărare, potecă, trecere), iar epitetul este derivat din cuvântul (latină suave-volens=mirosind frumos dulce), adică o referire la mirosul apetisant al ciupercii.

## Descriere

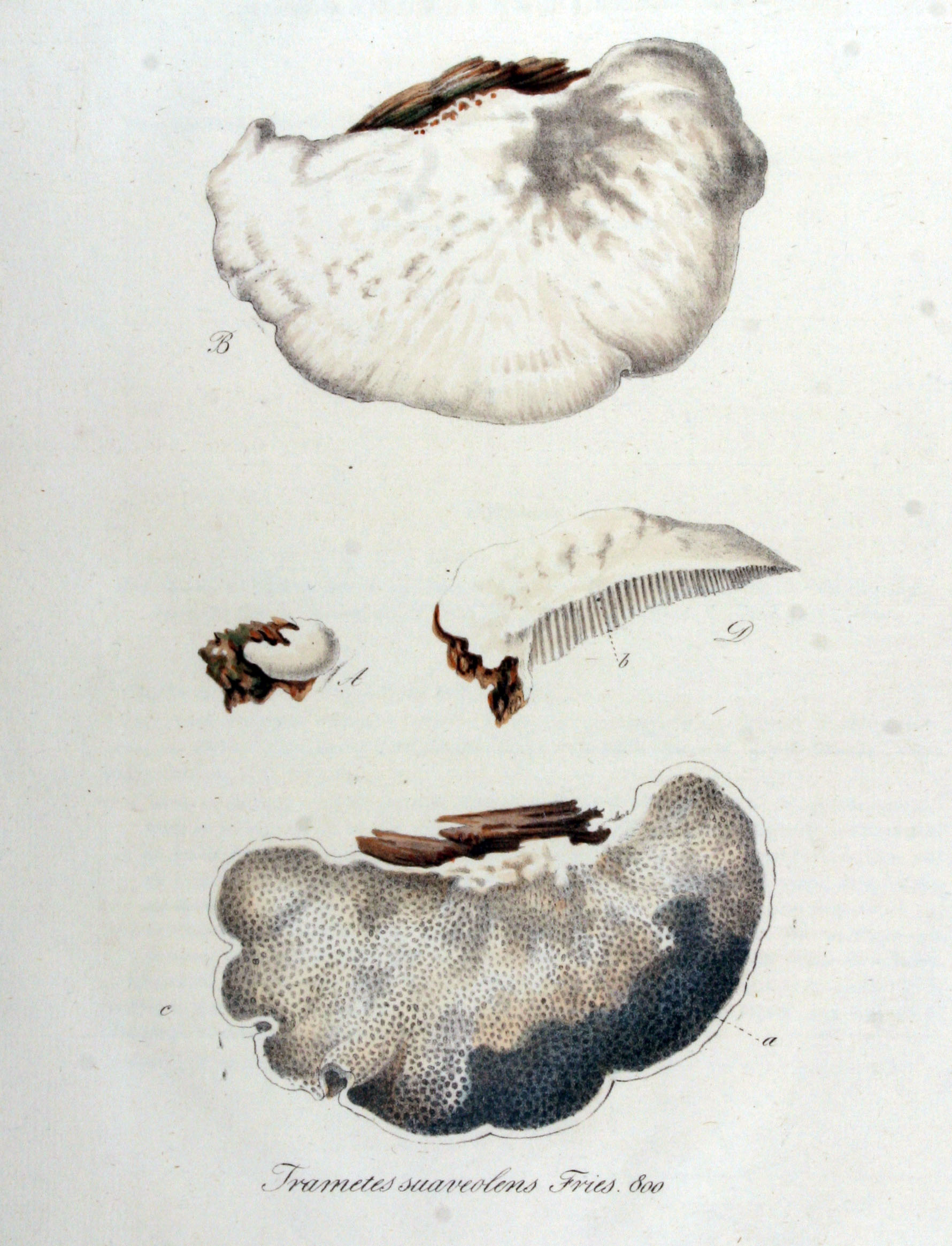
Trametes suaveolens

- Corpul fructifer: are diametrul de 5-15 (25) cm și înălțimea de 3-5 cm, este scorțos și elastic, bombat, în formă tipică de etajeră, semicircular, convex, de formă triunghiulară în zona de fixare pe substrat și pronunțat exert de el. Marginea exterioară este ascuțită. Cuticula pentru mult timp fără zone concentrice (dar capătă nu rar câteva cu vârsta) este capitonată, catifelată sau fin pâsloasă și relativ granulată, iar la bătrânețe goală. Are la început un colorit albicios până alb-cenușiu, devenind cu timpul palid-gălbui, crem-gălbui, ocru-cenușiu chiar și galben-maroniu sau brun-ocru. Exemplarele mai vechi sunt adesea colorate verde sau verzui de către alge.
- Tuburile: pe partea inferioară sunt inițial albicioase sau alb murdare, devenind mai târziu gălbuie până crem sau brun deschis, fiind înguste, scurte, nedepășind 1-2 cm în lungime și uneori concrescute cu carnea pălăriei.
- Porii: sunt destul de mici (1-3 pe mm), rotunjori până slab unghiulari și de aceeași culoare cu tuburile, la bătrânețe adesea cu nuanțe rozalii.
- Piciorul: este sesil.
- Carnea: albă până gri-albicioasă este compactă, elastică, odată cu vârsta pieloasă și ca de plută, aproape lemnoasă, atât timp ce ciuperca este tânără cu miros puternic, dulcișor, caracteristic de anason, gustul fiind blând. Este dăunată de adulții unor specii de coleoptere (din familia Ciidae).
- Caracteristici microscopice are spori alungit elipsoidali, aproape cilindrici, semănând unui tăvălug, netezi, neamiloizi (nu se decolorează cu reactivi de iod) și hialini (translucizi) cu un conținut granular și o mărime de 7-12 x 2,6-4,1 microni. Pulberea lor este albă. Basidiile cu 4 sterigme fiecare sunt cilindric clavate, cu catarame. Cistide (elemente sterile situate în stratul himenal sau printre celulele din pielița pălăriei și a piciorului, probabil cu rol de excreție) nu au fost găsite. Hifele generative și trimetrice poartă cârlige.[12][13]
- Reacții chimice nu sunt cunoscute.[4][5][14]

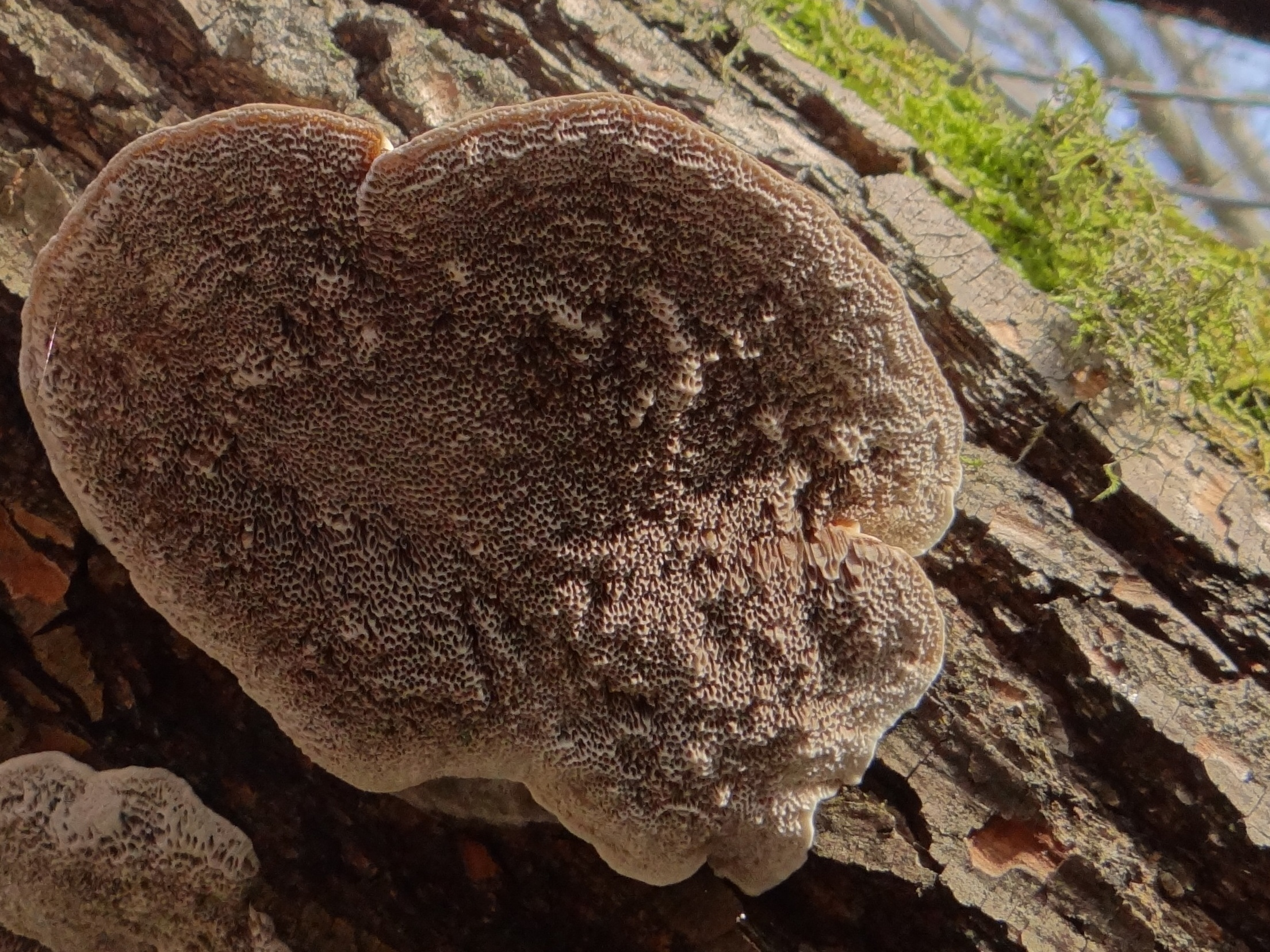
T. suaveolens, pori
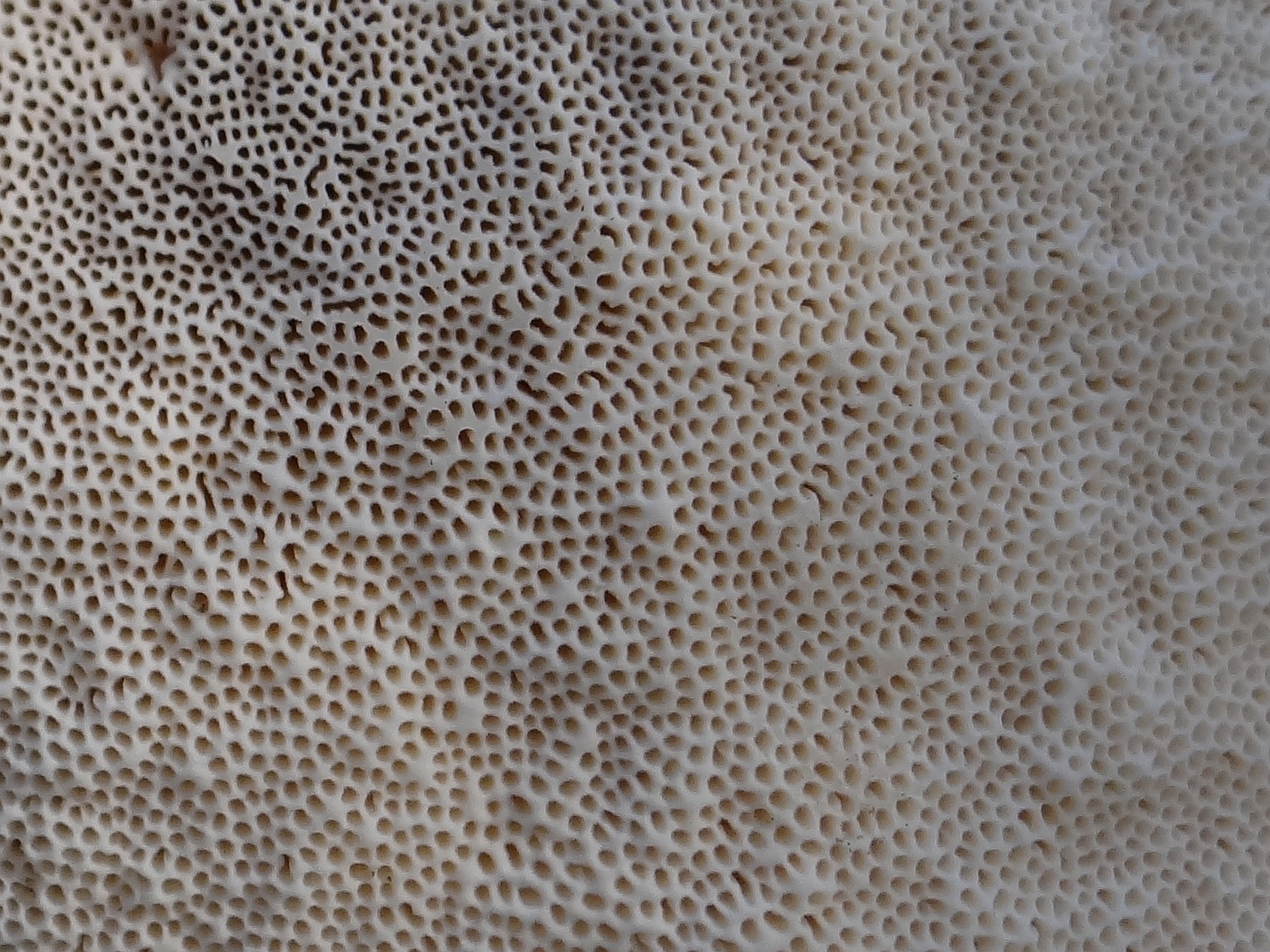
T. suaveolens, pori din apropiere
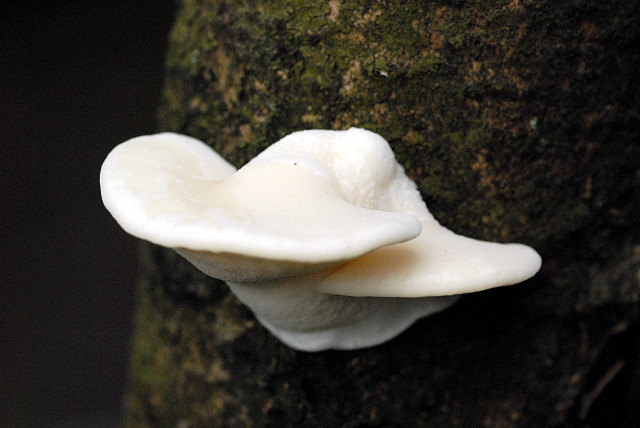
T. suaveolens tânără
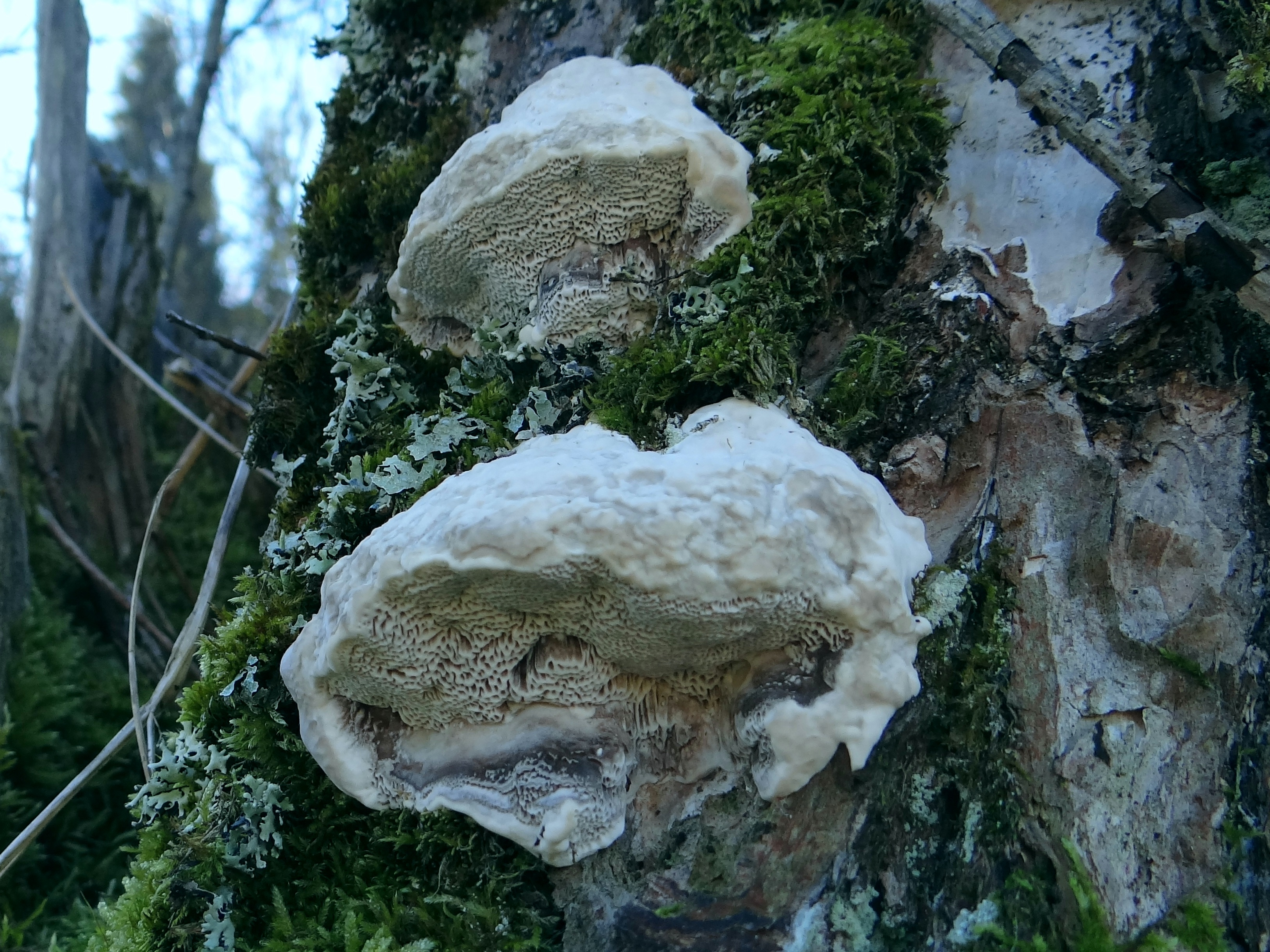
T. suaveolens mai bătrână

## Confuzii
Iasca de salcie poate fi confundată în primul rând cu surata ei Haploporus odorus, car miroase și ea pronunțat ca anasonul, dar eventual nu crește în regiunile noastre. Dacă nu se dă atenție de mirosul specific ale speciei (sau exemplarele sunt mai bătrâne și și-au pierdut odorul), pot fi confundate cu alte specii saprofage și în majoritate necomestibile, ca de exemplu cu Aurantiporus fissilis, Bjerkandera fumosa,  Daedaleopsis confragosa, Leptoporus mollis, Pachykytospora tuberculosa, Perenniporia medulla-panis, Piptoporus betulinus, Postia lactea sin. Postia stiptica, Postia guttulata, Trametes hirsuta, Trametes pubescens sau Trametes versicolor.

## Specii asemănătoare în imagini

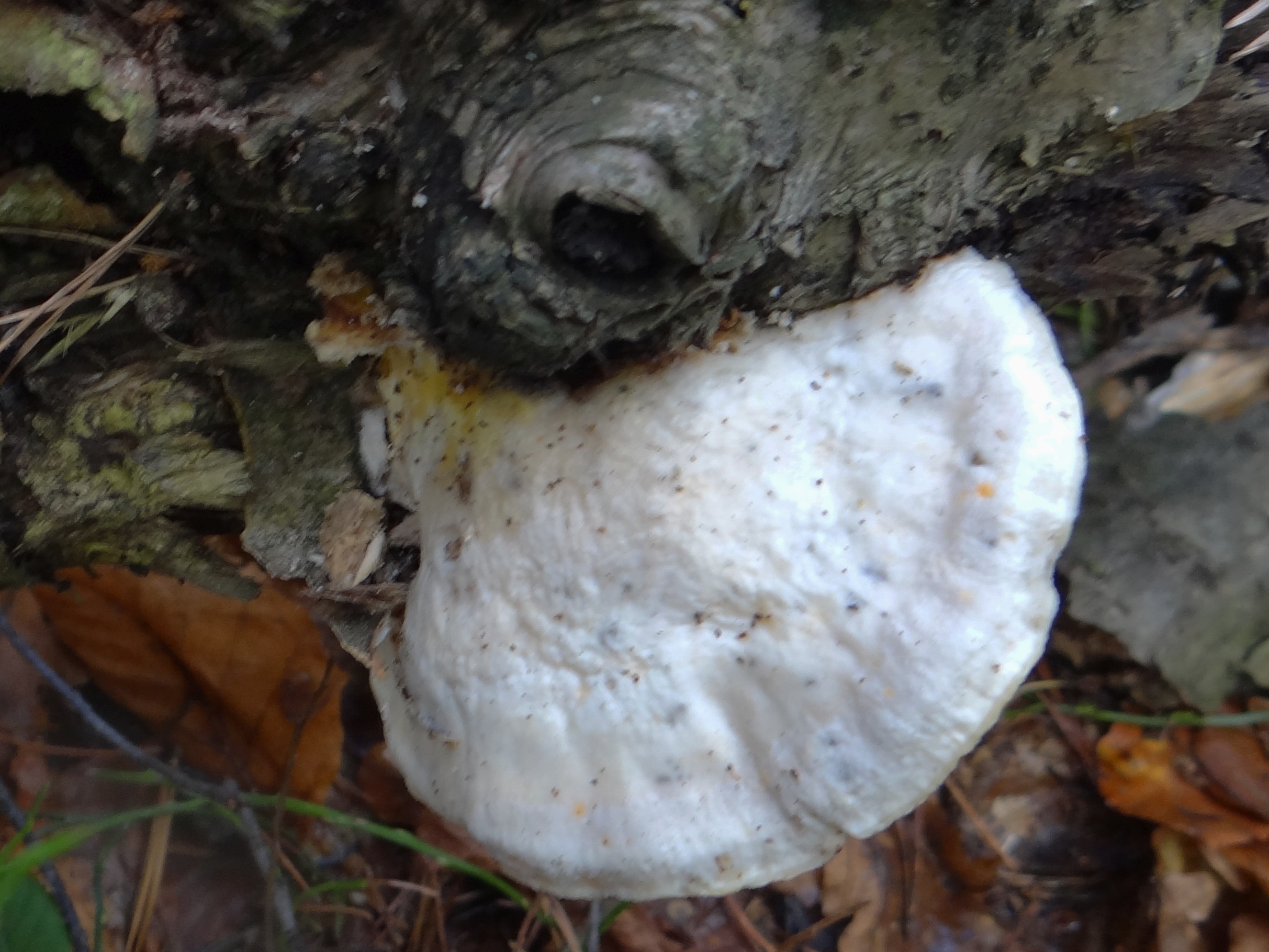
Aurantiporus fissilis
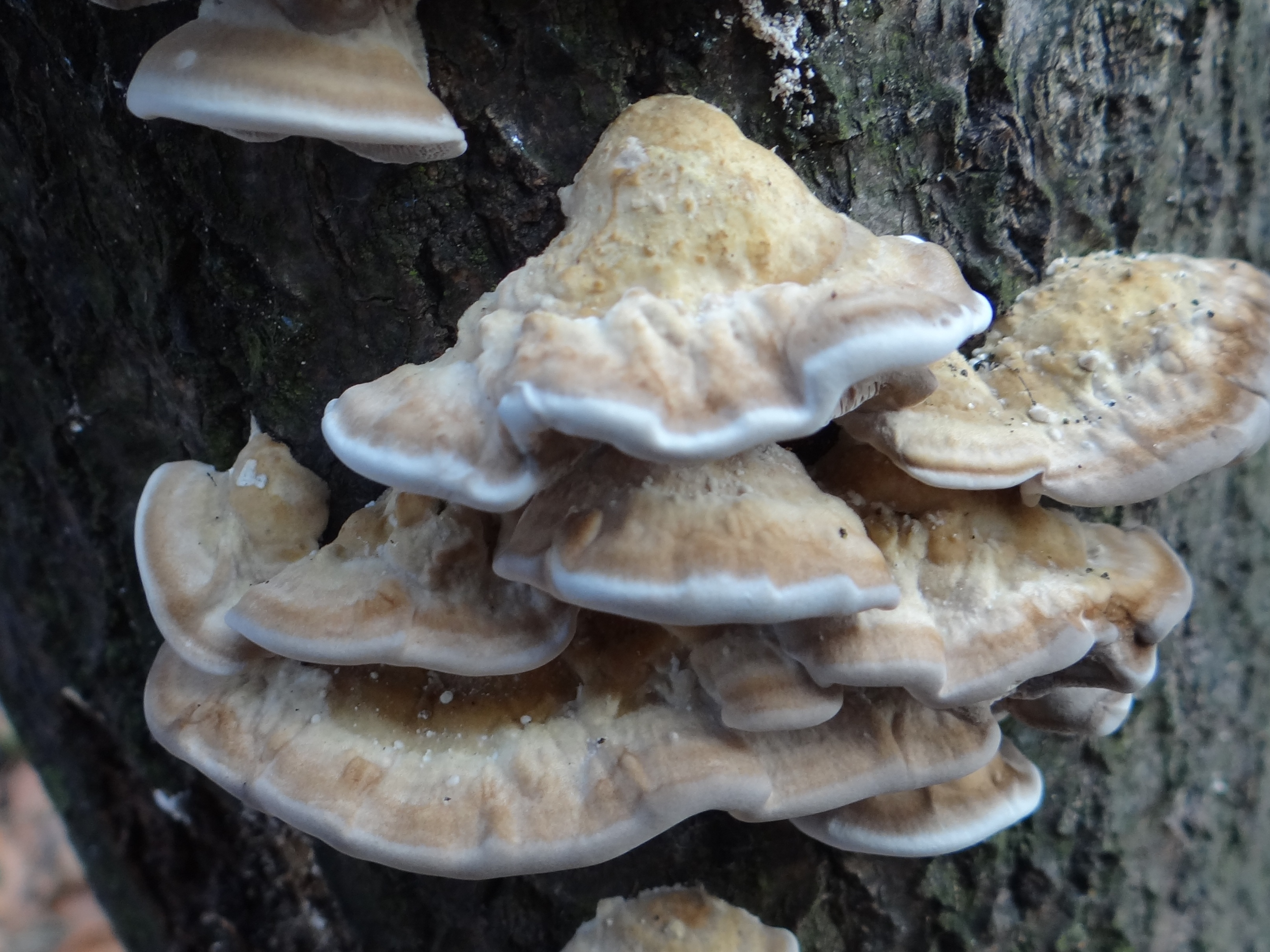
Bjerkandera fumosa
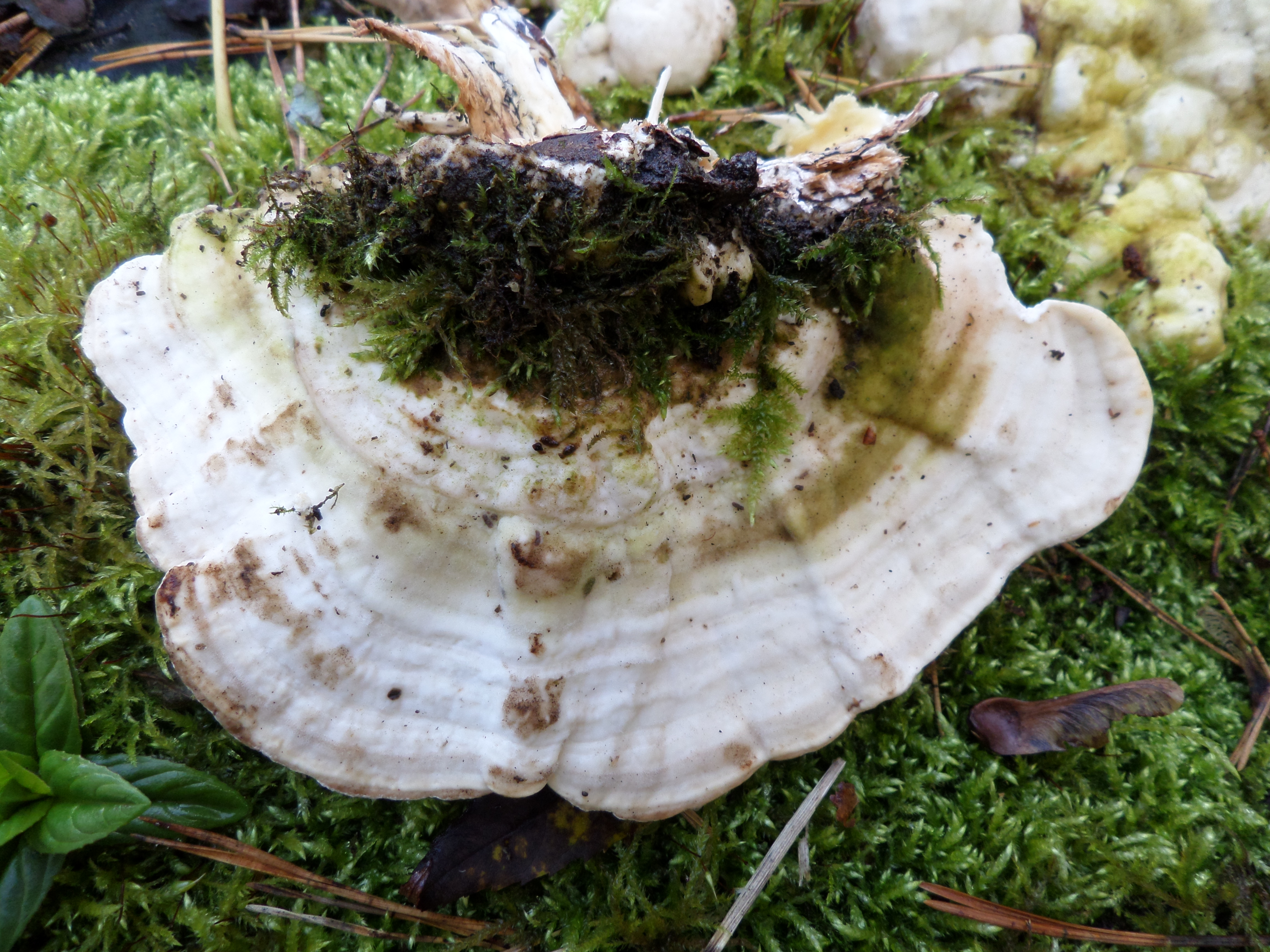
Daedaleopsis confragosa
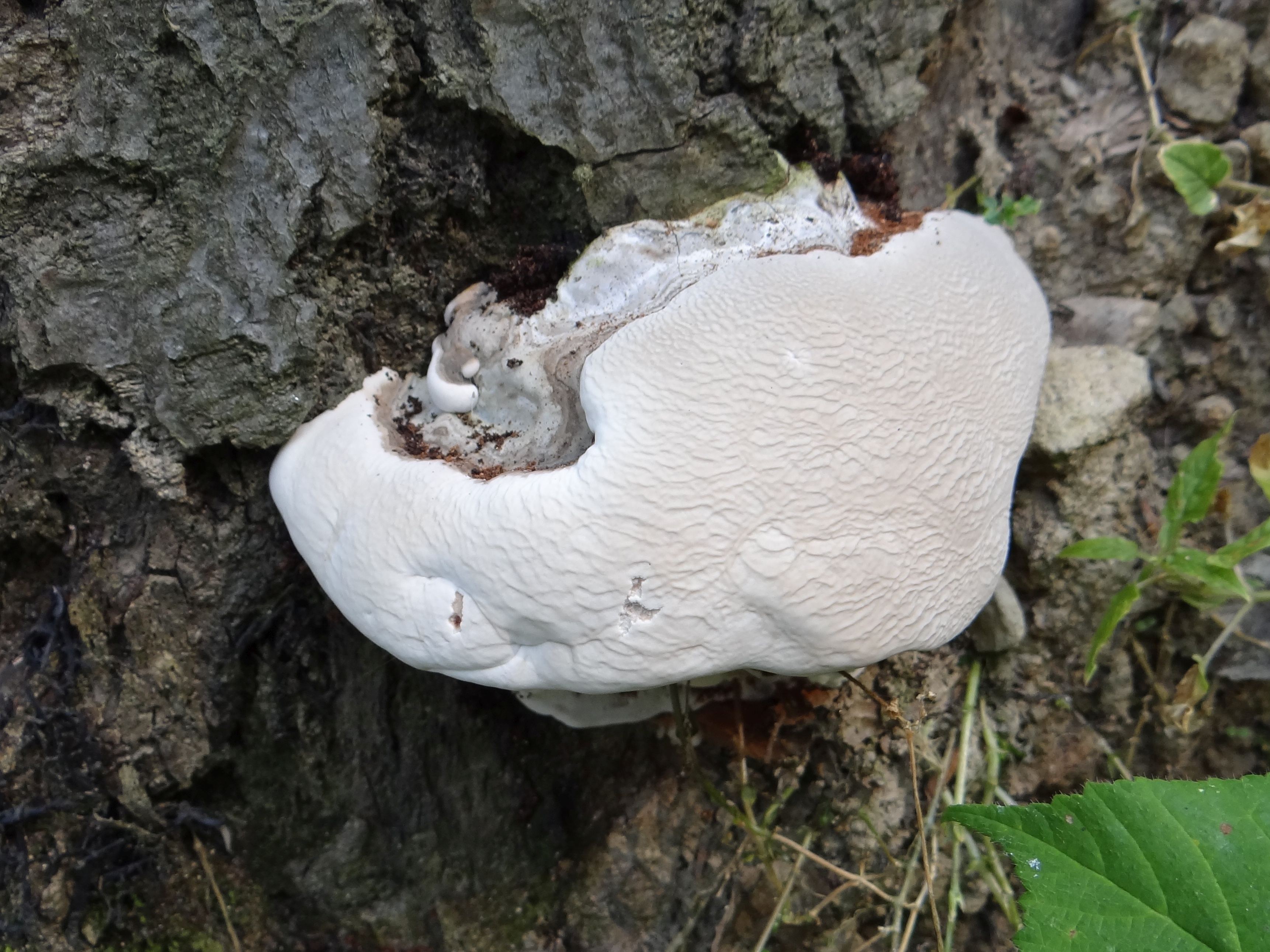
Haploporus odorus
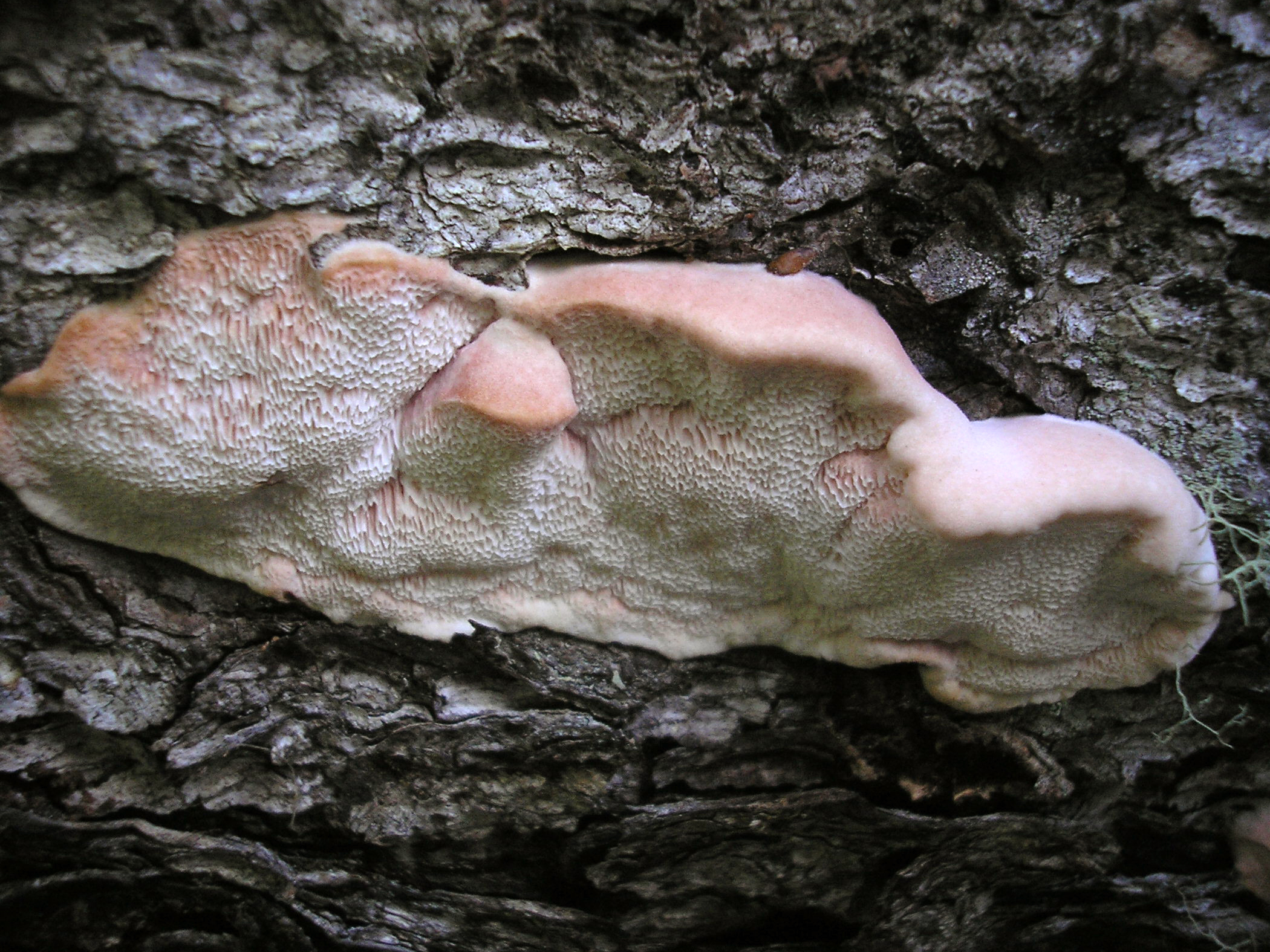
Leptoporus mollis
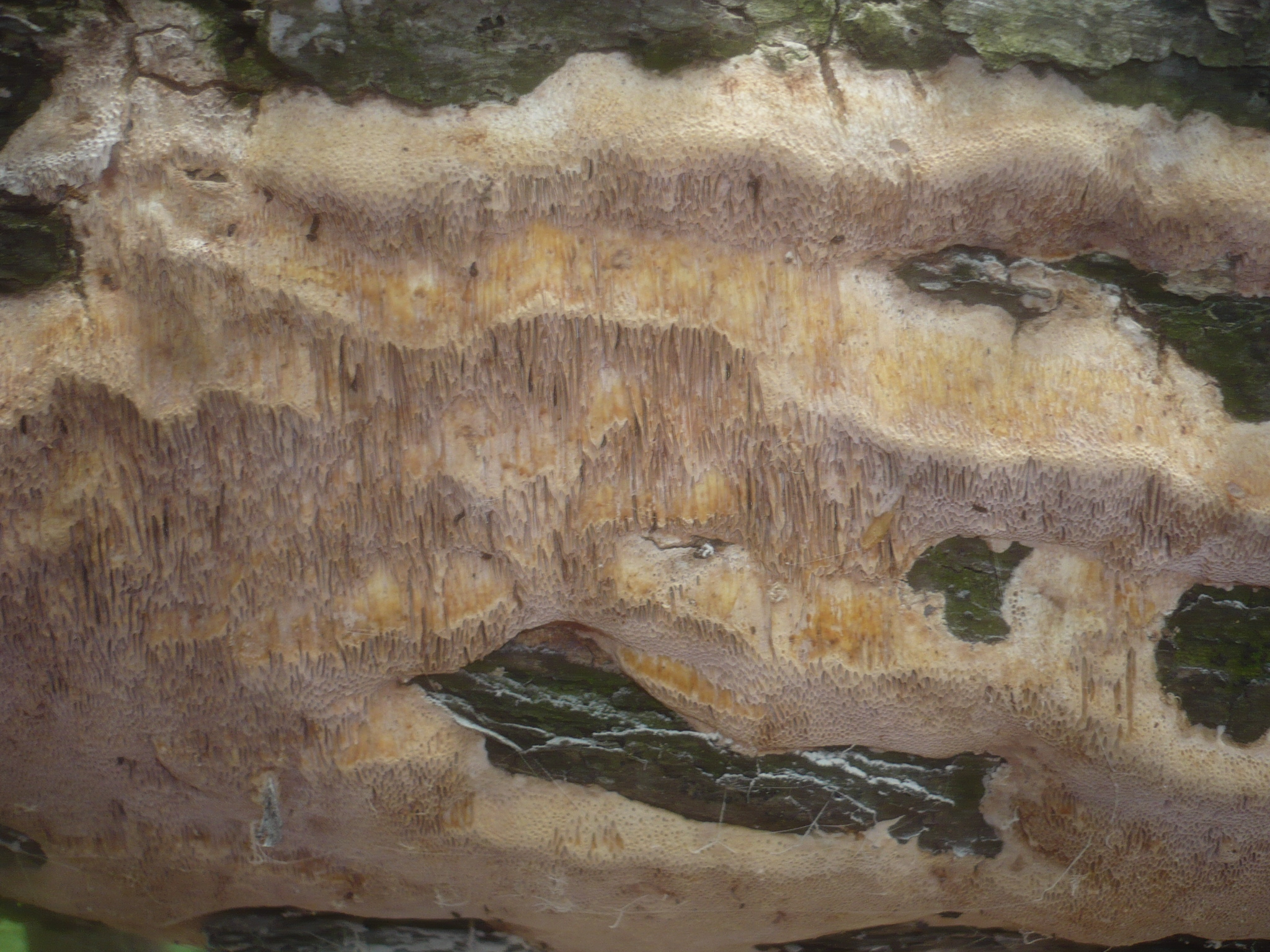
Pachykytospora tuberculosa
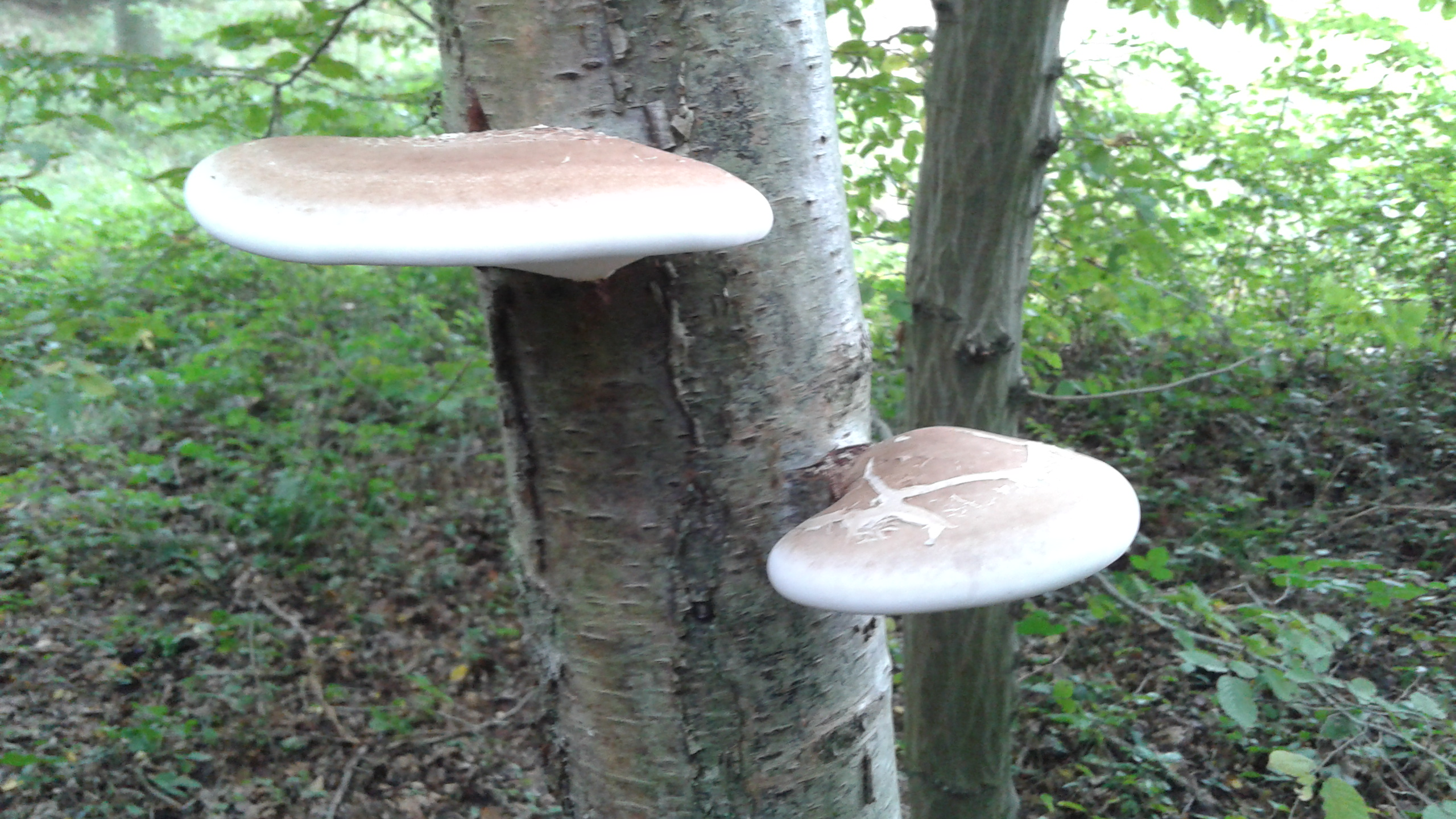
Piptoporus betulinus

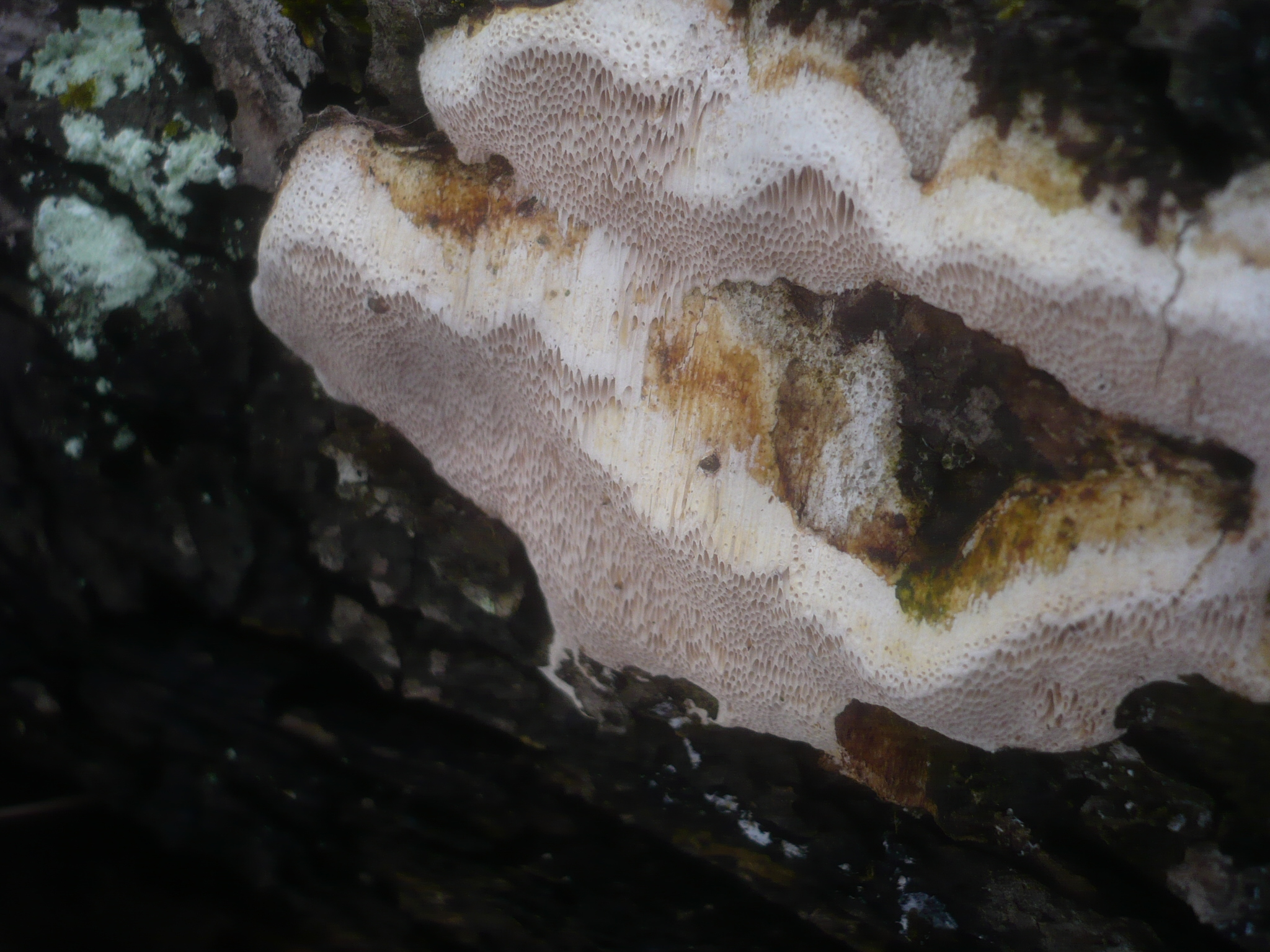
Perenniporia medulla-panis
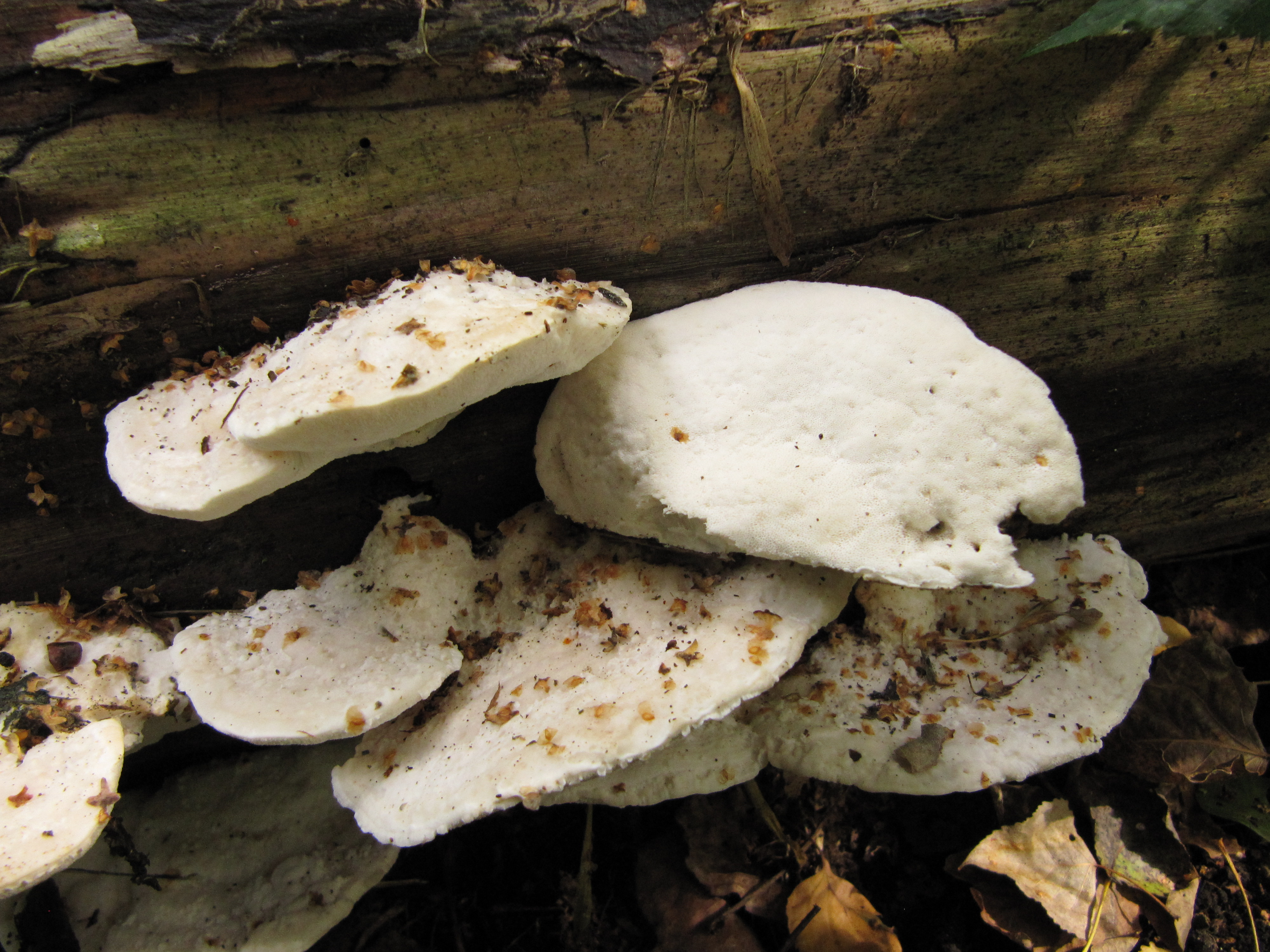
Postia lactea sin. Postia stiptica
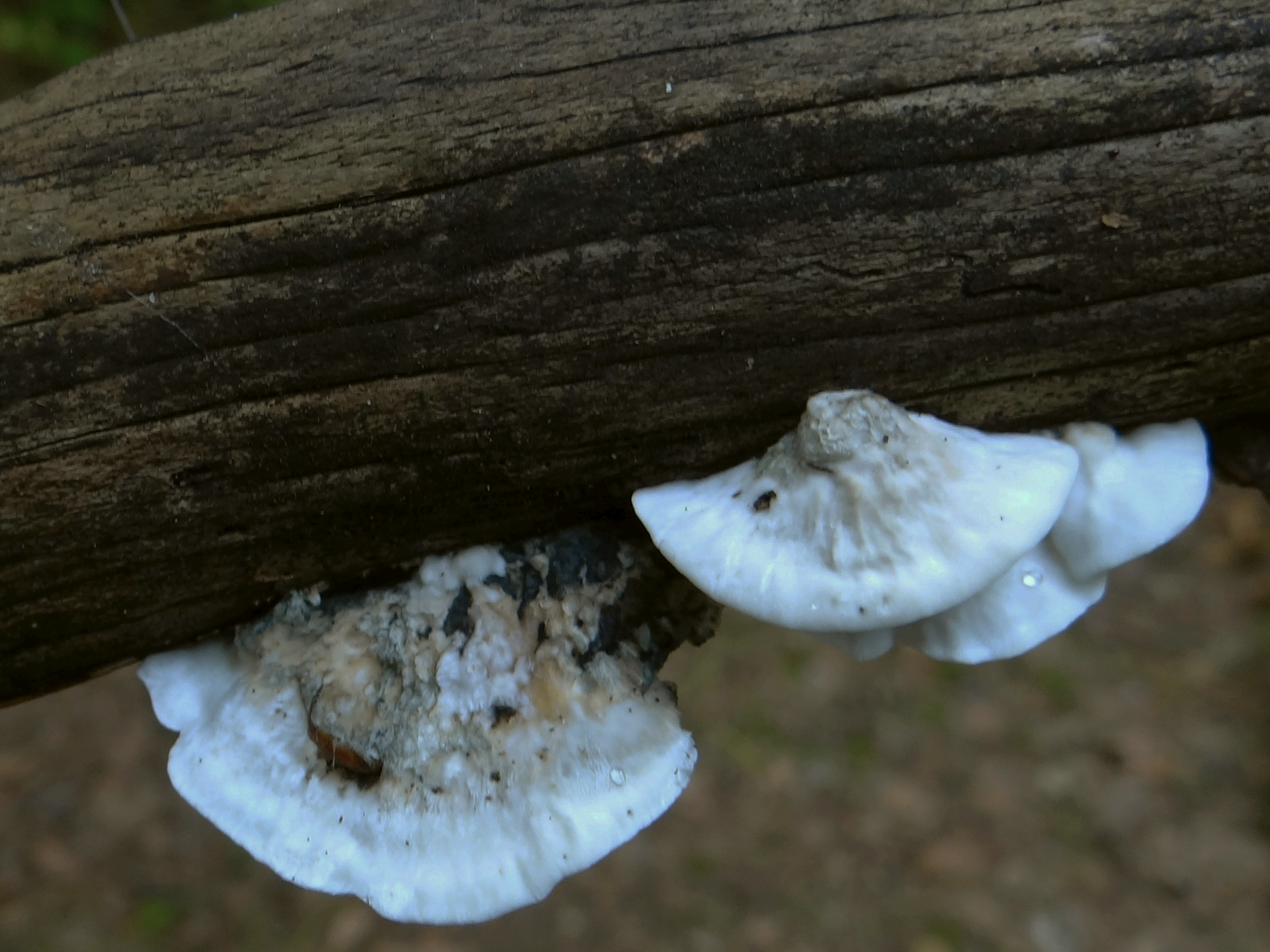
Postia guttulata
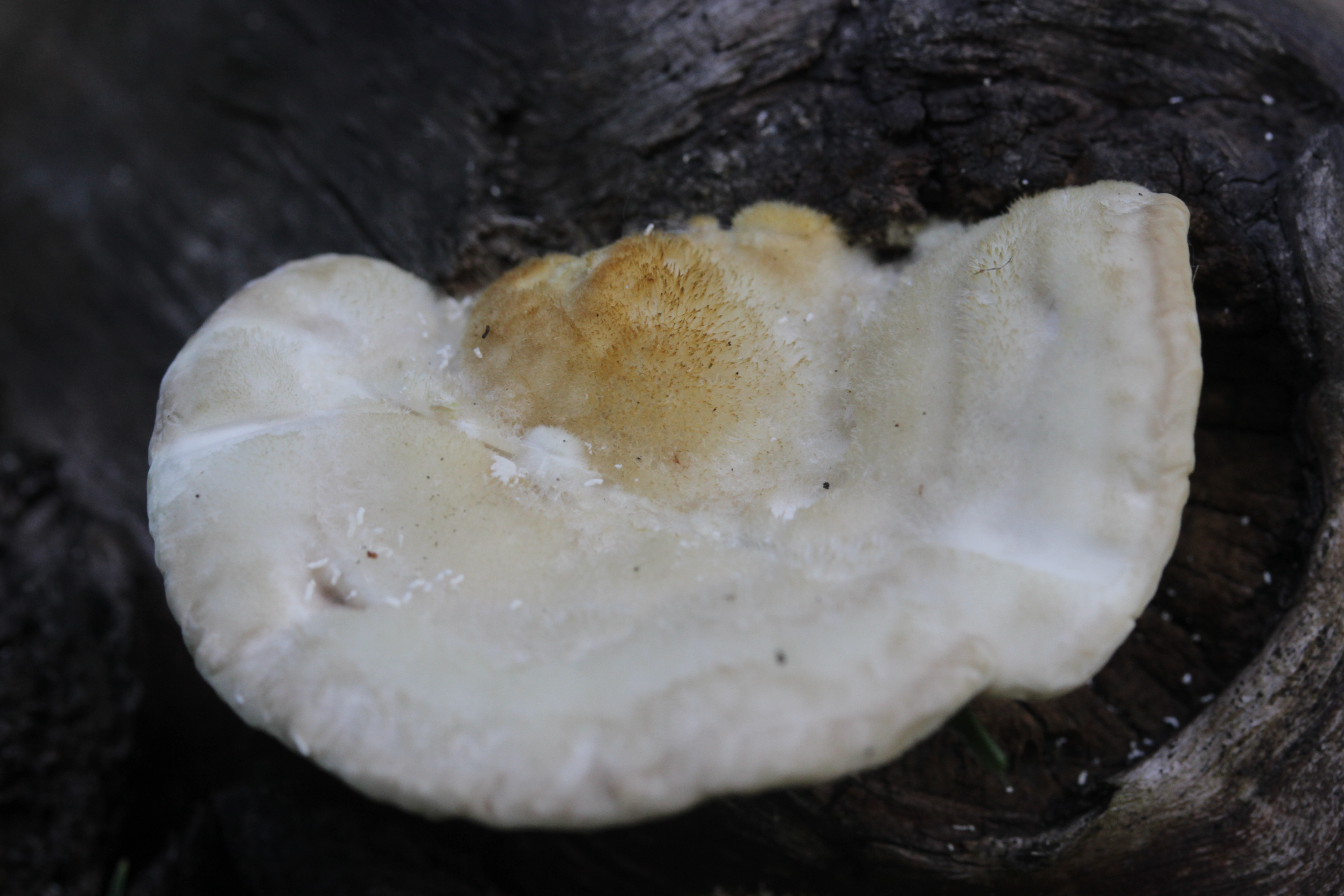
Trametes hirsuta
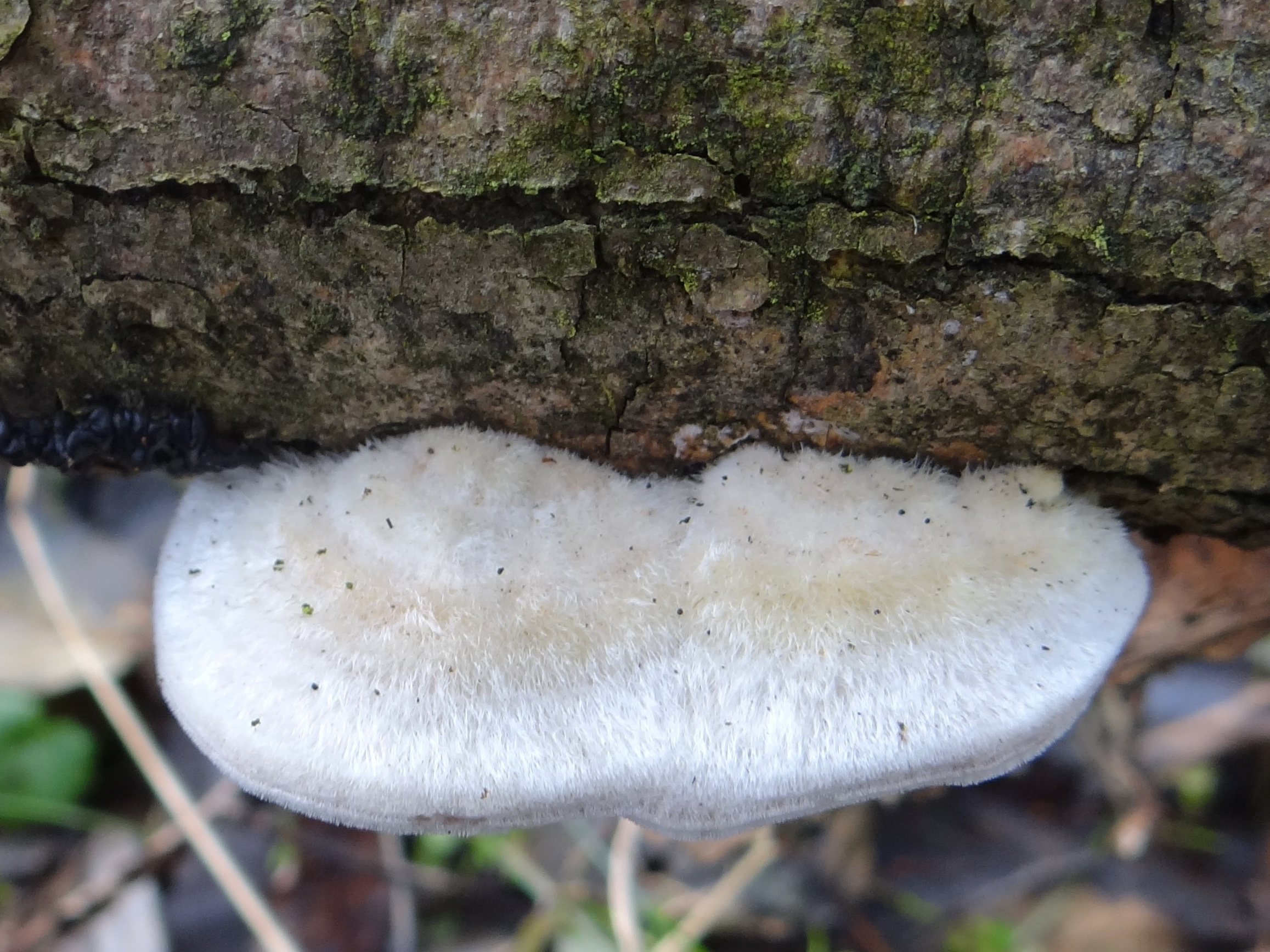
Trametes pubescens
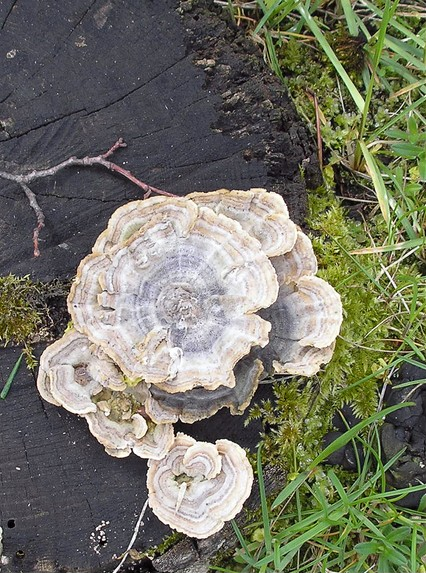
Trametes versicolor

## Valorificare
Sălcarul fără interes alimentar din cauza cârnii tari și pieloase, nu este considerat ciupercă medicinală în Europa spre deosebire de Trametes versicolor.
În trecut, această ciupercă a fost folosită ca odorizant pentru hainele depozitate în dulapuri sau în lăzi. Mirosul este efectuat de doi esteri ai acidului de anason, o formă al acidului benzoic. Mai departe s-a dovedit conținutul de aldehida de anason.
În Austria, buretele de răchită este considerat drept ciupercă dăunătoare în culturile de sălcii. Una dintre strategiile de creștere a stabilității arboreturilor ar putea fi inocularea tulpinilor de salcie după recoltarea lemnului cu antagoniști ai buretelui care se hrănesc în primul rând parazitar. Ca parte a investigațiilor ecologice în această legătură, s-a descoperit pe lemnul mort de sălcii un număr mare de specii de ciuperci primar saprofite, descumpănitoare de lemn, care sunt capabile de refularea selectivă și neselectivă a Trametes suaveolens parazitare.